# کاندالاما
کاندالاما (به لاتین: Kandalama) یک منطقهٔ مسکونی در سری‌لانکا است که در استان مرکزی (سری‌لانکا) واقع شده‌است.